# Aviosuperficie Le Panizze
L'aviosuperficie Le Panizze (IATA: nessuno, ICAO: nessuno) è un'aviosuperficie privata italiana situata a circa 30 km a sud-est della città di Brescia, nel territorio della frazione Centenaro del comune di Lonato del Garda.

## Strutture e dati tecnici
L'aviosuperficie è dotata di una pista in erba lunga 700 m e larga 18 m , l'altitudine è di 102 m / 340 ft, l'orientamento della pista è 13/31. È obbligatorio utilizzare l'orientamento 31 per l'atterraggio e il 13 per il decollo.
L'aviosuperficie è gestita da WILLY S.R.L. ed effettua attività secondo le regole e gli orari VFR.

## Incidenti
- 28 marzo 2014, ~17:45 UTC (~18:45 ora italiana) - Un Eurostar è precipitato in un vigneto vicino alla pista durante un atterraggio ribaltandosi. Il pilota è rimasto intrappolato all'interno dell'ultraleggero ed è morto poco dopo essere stato estratto dai rottami dell'aereo. Secondo le fonti reperite l’aeromobile si sarebbe trovato non in asse con la pista e quando il pilota avrebbe tentato dunque una leggera virata per riallinearsi questa avrebbe causato l'entrata in stallo e la conseguente caduta dell’aereo[1][2].